# Quthbullapur
Quthbullapur är en ort i Indien.   Den ligger i distriktet Rangareddi och delstaten Telangana, i den centrala delen av landet, 1 200 km söder om huvudstaden New Delhi. Quthbullapur ligger 554 meter över havet och antalet invånare är 225 816.
Terrängen runt Quthbullapur är platt. Runt Quthbullapur är det mycket tätbefolkat, med 1 266 invånare per kvadratkilometer. Närmaste större samhälle är Hyderabad, 13,0 km söder om Quthbullapur. Runt Quthbullapur är det i huvudsak tätbebyggt.